# Silvio Mayorga
Silvio Mayorga Delgado (1934-1967) fue un revolucionario nicaragüense.
Silvio Mayorga fue miembro fundador del Frente Sandinista de Liberación Nacional (FSLN)  junto, entre otros, a Tomás Borge Martínez, Carlos Fonseca, Germán Pomares Ordoñez, Rigoberto Cruz (Pablo Úbeda), Jorge Navarro y Francisco Buitrago. Murió durante una emboscada de la Guardia Nacional de Nicaragua, en el Cerro Pancasán ubicado en las montañas de Matagalpa. Sus restos descansan en el Parque Central de su ciudad natal, Nagarote.

## Biografía
Silvio Mayorga Delgado nació en Nagarote, el 16 de abril de 1934. Estudió en la Universidad Nacional de León en donde se integró en la organización antisomocista Juventud Revolucionaria de Nicaragüense (JRN). Como representante de esa organización coincidió el 20 de febrero de 1960 con Carlos Fonseca, que iba como observador por la UNAN, y firmaron el manifiesto del FUN Intervención sangrienta: Nicaragua y su pueblo y su Programa mínimo.
Junto a Fonseca presentó un informe sobre la situación nicaragüense a los estudiantes de la Universidad Central de Venezuela.
A principios del año 1961 se fundó el Movimiento Nueva Nicaragua (MNN), en donde estaban integrados Mayorga y Fonseca junto al veterano guerrillero Santos López, que había combatido junto a Augusto C. Sandino.
En julio de ese año se disolvió el MNN y nació el Frente de Liberación Nacional (FLN), en cuyas filas estaban Santos López, Carlos Fonseca, Jorge Navarro, José Benito Escobar, Francisco Buitrago, Rigoberto Cruz (conocido como Pablo Úbeda), Faustino Ruiz, Germán Pomares y Tomás Borge. En julio, a propuesta de Fonseca, pasó a denominarse Frente Sandinista de Liberación Nacional, FSLN, recogiendo explícitamente la herencia de Sandino, pero no se haría pública esta denominación hasta 1963.
El 23 de junio de 1963, en una operación de combate en la que se ocuparon las poblaciones de Raití y Gualaquistán, Mayorga fue herido.
En enero de 1967, el FSLN decidió trasladar a sus principales cuadros a la montaña; entre ellos estaba Silvio Mayorga.
El 27 de agosto de 1967 la Guardia Nacional tendió una emboscada a la columna de guerrilleros que mandaba Silvio Mayorga. Esta emboscada se produjo en las cercanías de la Hacienda Washington, en las montañas de Pancasán. En esta acción fue prácticamente aniquilada la columna guerrillera, muriendo en ella, entre otros, el propio Mayorga, Rigoberto Cruz (Pablo Úbeda), Carlos Reyna, Carlos Tinoco, Otto Casco y Francisco Moreno. El doctor Óscar Danilo Rosales fue capturado, torturado y asesinado.

## Gesta de Pancasán
Cuando en el año 1967 el FSLN decidió destacar buena parte de sus cuadros en la montaña, decisión que se venía discutiendo desde años atrás, perseguía establecer una base guerrillera en la zona central montañosa de Nicaragua, la cual es una zona altamente productiva. La estrategia era crear una serie de focos guerrilleros en el campo, encauzando luego la lucha armada hacia la ciudad. Se inició un trabajo para reunir una base social y política en el campesinado y se eligieron las montañas de Matagalpa por su situación estratégica y su historia de lucha por la tierra.
El contexto sociopolítico internacional en que se desarrolló la acción favorecía la misma; la concienciación de la juventud y el triunfo de las ideas progresistas fueron la base para la implicación de buena parte del pueblo con los valores que defendía la guerrilla.
A fines de agosto de 1967, la llamada Gesta de Pancasán ―que determinó un punto de inflexión en la lucha del FSLN― tuvo su origen en la pérdida de unos cartuchos de munición de un joven guerrillero que andaba poniendo buzones (armas ocultas). Estas municiones fueron halladas por unos «jueces de mesta» (autoridades rurales de Nicaragua) que pusieron el hecho en conocimiento de la Guardia Nacional que, sin más información, se lanzó a la búsqueda de los guerrilleros. Enterado Carlos Fonseca, intentó poner en conocimiento de este hecho a Silvio Mayorga, pero antes de llegar a comunicárselo, el 27 de agosto de 1967, la Guardia Nacional detectó la columna de Mayorga, le tendió una emboscada y aniquiló a casi todos sus miembros.
Los muertos insurgentes fueron:
- Otto Casco (estudiante de secundaria),
- Rigoberto Cruz (campesino y guerrillero),
- Ernesto Fernández (masayense),
- Óscar Armando Flores
- Fausto García (trabajador),
- Silvio Mayorga (estudiante de Derecho y dirigente del FSLN),
- Francisco Moreno (managüense, estudiante de secundaria),
- Carlos Reyna (obrero managüense, alfabetizador),
- Óscar Danilo Rosales (médico y catedrático),
- Nicolás Sánchez y
- Carlos Tinoco (de Corinto).

## Homenajes póstumos
El 24 de agosto de 1987 la Ley N.º 27 declaró Patrimonio Histórico Nacional la casa natal del Comandante Silvio Mayorga Delgado.
En su honor se ha creado la Orden Silvio Mayorga, con la que el gobierno de Nicaragua, a través del Ministerio de Gobernación, distingue a aquellos nacionales destacados en la defensa de la seguridad y soberanía nacional.
Lleva su nombre el edificio central del Ministerio de Gobernación (MIGOB) en la capital y frente al mismo se erigió un busto.